# Legionella maceachernii
Espèce
Legionella maceachernii est une espèce  bactéries gram-négatives de la famille des Legionellaceae.

## Description
Les bactéries de l'espèce Legionella maceachernii sont des bacilles gram-négatifs dont la croissance est possible sur milieu BCYE supplémenté en L-cystéine

## Taxonomie
Le nom correct complet (avec auteur) de ce taxon est Legionella maceachernii Brenner et al. 1985.
Legionella maceachernii a pour synonyme :
- Tatlockia maceachernii (Brenner et al. 1985) Fox et al. 1991

### Étymologie
L'étymologie de l'espèce Legionella maceachernii est la suivante : N.L. gen. masc. n. maceachernii, de McEachern, nommé d'après Harold V. McEachern, qui a isolé cette bactérie en premier.